# Azienda ospedaliera di rilievo nazionale e di alta specializzazione
Un'azienda ospedaliera di rilievo nazionale e di alta specializzazione, in acronimo ARNAS, in ambito sanitario rappresenta una speciale tipologia di azienda ospedaliera, generalmente pubblica, che raggruppa più presidi ospedalieri in un unico ente amministrativo dotato di ampia autonomia gestionale e finanziaria.

## Descrizione
Introdotte nell'ordinamento italiano con il D. Lgs. n. 502 del 30 dicembre 1992, per il riordino della disciplina in materia sanitaria, le aziende ospedaliere di rilievo nazionale e di alta specializzazione sono enti sanitari dotati di personalità giuridica pubblica, di autonomia organizzativa, amministrativa, patrimoniale, contabile, gestionale e tecnica. La trasformazione in ARNAS di una struttura ospedaliera spetta al Ministero della salute a seguito di individuazione da parte della Regione di competenza.
Un ospedale per essere classificato di alta specializzazione e rilevanza nazionale, deve possedere i seguenti requisiti:
- disporre di almeno tre strutture ad alta specialità, conformemente a quanto definito dal relativo decreto del Ministero della salute[3]
- i servizi che costituiscono una struttura ad alta specialità debbono configurarsi in dipartimenti funzionalmente accorpati ed unitari

Sono considerati ospedali ad alta specializzazione e rilevanza nazionale anche i policlinici universitari, ovvero le aziende ospedaliero universitarie (AOU), amministrate dalle università. L'organigramma è il medesimo delle aziende sanitarie locali e prevede un direttore amministrativo, un direttore sanitario e un consiglio dei sanitari. Il massimo dirigente è il direttore generale, nominato dal presidente della giunta regionale.
Le aziende ospedaliere, incluse le ARNAS e le AOU, debbono conseguire il pareggio di bilancio alla chiusura annuale del proprio esercizio; in caso di violazione di quest'obbligo, la giunta regionale provvede al commissariamento dell'ente. Similmente, qualora si configuri la perdita delle previste caratteristiche strutturali e di attività, ne consegue la revoca dell'autonomia aziendale. In ambedue le casistiche, s'intende, fatta salva l'autonomia dell'università.

## Le ARNAS in Italia
In osservanza del D. Lgs. 502/1992, furono successivamente emanati una serie di decreti della Presidenza del Consiglio dei ministri, con i quali si individuavano i presidi ospedalieri qualificati come di "rilievo nazionale e di alta specializzazione". I primi ospedali italiani ad ottenere tale qualifica, nel primo di questi decreti, emanato l'8 aprile 1993, furono l'ospedale Santa Maria della Misericordia (Udine), gli Ospedali riuniti (Trieste), l'ospedale San Salvatore (Pesaro), l'ospedale San Camillo (Roma, revocato con medesimo decreto nel 1996), l'ospedale Cardarelli (Napoli) e l'ospedale San Michele (Cagliari).
Distribuzione delle aziende ospedaliere di rilievo nazionale di alta specializzazione sul territorio italiano:
- Abruzzo: nessuna
- Basilicata
  - Ospedale San Carlo - Potenza
- Calabria: nessuna
- Campania
  - Azienda ospedaliera San Giuseppe Moscati - Avellino
  - Azienda Ospedaliera "G. Rummo" - Benevento
  - Azienda Ospedaliera San Sebastiano - Caserta
  - Ospedale Antonio Cardarelli - Napoli
  - Ospedale Monaldi - Napoli
  - Azienda Ospedaliera di Rilievo Nazionale Santobono Pausilipon - Napoli
- Emilia-Romagna: nessuna
- Friuli-Venezia Giulia
  - Ospedale di Cattinara - Trieste
  - Ospedale Santa Maria della Misericordia - Udine
- Lazio: 1
- Liguria
  - Ente Ospedaliero Ospedali Galliera - Genova
- Lombardia: 8
- Marche
  - Ospedali Riuniti Torrette - Ancona
  - Ospedale San Salvatore - Pesaro
- Molise: nessuna
- Piemonte: 6
  - Azienda ospedaliera Santi Antonio e Biagio e Cesare Arrigo - Alessandria
  - Ospedale S.Croce e Carle - Cuneo
  - Ospedale Maggiore - Novara
  - Ospedale ostetrico-ginecologico Sant'Anna - Torino
- Puglia: 3
- Sardegna
  - Azienda ospedaliera "G. Brotzu" - Cagliari
- Sicilia
  - Azienda ospedaliera di Rilievo Nazionale e di Alta Specializzazione "Garibaldi" - Catania
  - Azienda ospedaliera Civico e Benfratelli - Palermo
- Toscana: 5
- Trentino-Alto Adige: nessuna
- Umbria
  - Ospedale Santa Maria della Misericordia - Perugia
  - Azienda ospedaliera Santa Maria - Terni
- Valle d'Aosta: nessuna
- Veneto
  - Azienda Ospedale-Università Padova[8]